# 効率
効率（こうりつ、英: efficiency）とは、一定の費用や時間を費したとき得られる結果（成果）の量。入力（エネルギー）に対する、有効な出力（仕事）との比率。多くは「出力÷入力」の結果のパーセント表示で表される。経営では能率という用語が用いられる。

## 概略
効率的、効率化、効率性などの言葉は、何かをしたり、望ましい結果を生み出したりする際に、材料、エネルギー、労力、資金、時間などを浪費せずに達成することを意味する。より一般的な意味では、物事を上手く、成功裏に、そして無駄なく行う能力のことである     。
「効率それ自体は目標ではありません。効率そのものを欲しているのではなく、私たちが大切にしていることをよりよいかたちで達成するのに役立つから効率を求めるのです」 
より数学的、あるいは科学的な用語では、最小量の入力（インプット）を使用して最大量の出力（アウトプット）を達成する状態を意味する。多くの場合、それは、最小限の投入量、または最小限の無駄、最小限の費用、最小限の労力で目的の結果を生み出すための、具体的な実行手順を含むことになる。そのため、同じ言葉を使っていても、分野が変わると具体的に意味するところは大きく変わることがある。
一般に、効率は測定可能な概念であり、有用な入力の合計に対する有用な出力の比率によって算出される。多くの場合、効率は、理想状態の結果に対する百分率として表すことができる。たとえば、摩擦やその他の原因によってエネルギーが失われなかった場合、燃料またはその他の入力の100％が出力に反映されることになる。
分野によっては、比推力のようなパーセント表示とは異なる指標で効率を算出することもある。

## 計算法
効率は、多くの場合、総入力に対する有効出力の比として計測される。これは、式r = P / Cで表すことができる。ここで、 Pは、C （コスト）ごとに生成される出力（プロダクト）である。
入力量と出力量が同じ単位あるいは変換可能な単位で示されていて、さらに普通の過程で入力が出力に変換されている場合、効率はパーセント表示されることが多い。たとえば、熱力学における熱機関のエネルギー効率の分析では、Pは仕事の出力量であり、Cは高温熱源による入熱量となる。エネルギー保存の法則により、 PがCを超えることはない。したがって、効率rが100％を超えることはないし、現実的な有限の温度では、さらに低い数値となる。

## 科学技術分野において

### 物理学用語として
- エネルギー量あたりの仕事。理想条件（理想効率）に対する比率。ギリシャ語の小文字η（ イータまたはエータ ）で示されることがよくある。
  - 電気効率（英語版）
  - エネルギー変換効率
  - 機械効率（英語版）
  - 熱効率 - 消費された熱エネルギーに対して行われた仕事の比
- 効率的エネルギー使用（英語版） - 効率を最大化すること
  - 熱力学：
    - エネルギー効率 - 熱力学第二法則に基づく測定

  - 放射効率（Radiation efficiency）、消費電力に対する、アンテナから空中に放射された電力（全放射束）の比
  - 体積効率 - 内燃機関で、1サイクルでの吸気量を排気量で割ったもの[9]。
- 揚力比（英語版）
- ファラデー効率 - 電流効率とも。電気分解において、目的物質の生成量の、理論値（理想値）に対する実測値
- 量子効率（英語版） - 半導体素子（受光素子）に入った光子に対して、電気信号（電子）として出力される割合。受光素子の感度の尺度
- 回折効率 - 鏡の反射率を回折格子に拡張（一般化）したもの

### 経済学
- 効率性（経済効率性） - 無駄やその他の望ましくない要素が排除・回避される度合い
- 市場効率（効率的市場仮説） - ある市場が、効率的市場の理想状態とどの程度一致するか
  - パレート効率 - 他人の効用を悪化させることなく、個人の効用を改善することが不可能な状態
  - カルドア・ヒックス基準（Kaldor–Hicks efficiency） - パレート効率のそれほど厳しくないバージョン。補償原理を参照。
  - 配分効率性（Allocative efficiency） - 商品の生産（生産資源の配分）が消費者選択に適合している状態
- 効率比（英語版） - 財務分析における考え方。経費に対する収益など。効率性分析を参照。

### その他の科学分野
- コンピューターの場合：
  - アルゴリズム効率（英語版） - コンピュータプログラムの実行速度とリソースの最適化。アルゴリズム解析も参照
  - ストレージ効率（英語版） - データストレージの物理容量に対する実効容量の比
  - 伝送効率 - データ通信において、理論値と実際の伝送速度の比
- 光合成効率（英語版）